# Nokoriga
"Nokoriga" (残り香) é um single da banda de rock japonesa SID, lançado em 2 de maio de 2012 e incluído no álbum M&W. Foi música tema do programa Sukkiri!!! da Nippon TV.

## Promoção e lançamento
O Sid realizou um show exclusivo ao fã clube no Zepp Tokyo em 16 de março de 2012 para estrear o novo single "Nokoriga".  A apresentação, que foi gravada, foi anunciada cerca de duas semanas antes. O single foi lançado em três edições: uma regular e duas limitadas. A regular contém o CD com a faixa-título, o lado B "Graduation" e uma gravação ao vivo de "Higasa", realizada no evento Jack In The Box 2011. Já as limitadas acompanham um DVD além do CD, com uma gravação que difere entre as edições A e B.

## Composição e temas
"Nokoriga" foi composta por Yuya, enquanto o lado B "Graduation" foi composto por Aki. "Nokoriga" utiliza o tema de flores de cerejeira como analogia a despedida e separação. O CD Journal acresentou que ela capta a atmosfera da primavera.

## Desempenho comercial
Alcançou a quinta posição na Oricon Albums Chart semanal e ficou na parada por cinco semanas. Na parada de singles de rock e pop japoneses da Tower Records, chegou a nona posição. É o 15° single mais vendido da banda, de acordo com o ranking da Oricon.

## Faixas
Todas as letras escritas por Mao. 
| N.º            | Título                                           | Música         | Duração |  |
| 1.             | "Nokoriga" (残り香)                              | Yuya           | 5:11    |  |
| 2.             | "Graduation"                                     | Aki            | 3:47    |  |
| 3.             | "Higasa" (日傘; (Live from JACK IN THE BOX 2011) | Shinji         | 5:21    |  |
| Duração total: | Duração total:                                   | Duração total: | 14:19   |  |

## Créditos
- Mao – vocal
- Shinji – guitarra
- Aki – baixo
- Yūya – bateria